# 反叛者 (小说)
反叛者（Insurgent） 一部青少年科幻小说，由美国作家韦罗妮卡·罗思所著，哈珀柯林斯在2012年5月出版发行。它是罗思《分歧者三部曲》中的第二部，第一部分歧者在2011年发行，第三部赤诚者在2013年完成。《分歧者三部曲》版权已被狮门娱乐购买，第一部已经改编为电影《分歧者·異類叛逃》，在2014年上映。第二部《分歧者2：反叛者》电影也已进入制作后期，预计将在2015年上映。
故事讲述了芝加哥在遥远的未来分为五个派别，分别是：诚实（Candor）、智慧（Erudite）、和平（Amity）、无畏（Dauntless）、无私（Abnegation）。故事女主角16岁少女碧翠丝，从安宁平和的无私派生活突然坠入分歧者的危境，進入无畏派基地，历经新生训练的血雨腥风，变身强悍理智美貌加身的“翠丝”，经历一场未知结局却至死不渝的恋爱，再跟着她走上解密分歧者之路，完成一次向死而生的蜕变。

## 获奖和提名
《反叛者》获得2012年好阅网选择奖最受欢迎的青少年幻想和科幻类小说和作者.它也被提名为美國童書協會的「兒童評選最愛童書獎」年度童書和年度作者。
《纽约时报》称赞《分歧者三部曲》：节奏轻快，想象力奢华，细节精致，不同凡响。该书席卷全球40多个国家和地区，狂扫各大奖项。全球狂销1000万册，改变默多克旗下新闻集团的年度财报，单书贡献3%的增长点。男女主角版芭比娃娃翠丝（Tris）和四号（Four）在美国风靡一时。